# Neuronopatía
La neuronopatía es una alteración del cuerpo celular neuronal, distinguiéndose de la neuropatía (afectación de cualquier elemento de la neurona). La parte más sensible de una neurona es el cuerpo celular (pericarion) y, dentro de éste, el núcleo, cuya afectación es absolutamente irreversible. Hay tóxicos que son específicos de las neuronas y las lesionan y las destruyen. La pérdida de neuronas es irreversible e incluye la degeneración de todas sus prolongaciones citoplasmáticas: dendritas y axones, así como de la mielina que envuelve al axón. Los factores que exponen la neurona a sufrir el efecto de los tóxicos celulares son: el aumento del metabolismo basal, la existencia de unas prolongaciones celulares largas, cuyo mantenimiento depende del soma neuronal, y una membrana excitable que se despolariza y repolariza rápidamente.
Aunque se conocen muchos compuestos que producen neuronopatías tóxicas, todos ellos comparten ciertos hechos en común. Cada proceso tóxico se debe a la acción de un tóxico celular que tiene afinidad por las neuronas. La lesión neuronal inicial va seguida de apoptosis o necrosis y acaba con la pérdida definitiva de la neurona. Los efectos de estos agentes suelen ser difusos, aunque pueden mostrar cierta selectividad en lo que atañe a la intensidad de la lesión que provoca en las distintas poblaciones neuronales.

## Ejemplos

### Doxorrubicina
Lesiona las neuronas del SNP (sistema nervioso periférico), concretamente las de los ganglios de las raíces dorsales y de los ganglios vegetativos, intercalándose en el ADN e impidiendo la transcripción. La vulnerabilidad de las neuronas sensitivas y vegetativas refleja aparentemente la falsa protección de estas neuronas por una barrera hematotisular situada en los ganglios.

### Metilmercurio
Las neuronas más sensibles a los efectos tóxicos del metilmercurio son las situadas en los ganglios de las raíces dorsales, lo que quizá vuelve a reflejar la vulnerabilidad que tienen las neuronas desprovistas de una barrera hematotisular. La exposición al metilmercurio altera la glucólisis, la biosíntesis de los ácidos nucleicos, la respiración aerobia, la síntesis de las proteínas y la liberación de neurotransmisores. Además, hay pruebas de que las lesiones oxidativas se acentúan y de que existen trastornos de la homeostasis del calcio. Los contactos con el metilmercurio producen lesiones neuronales extensas seguidas de una encefalopatía difusa.

### Efectos tóxicos de la dopamina, 6-hidroxidopamina y catecolaminas
En la oxidación de las catecolaminas por acción de las monoaminooxidasas (MAO) se forma H2O2 un conocido metabolito citotóxico. La autooxidación de las catecolaminas, catalizada por iones metálicos, y especialmente la dopamina va seguida de la formación de quinonas a partir de las catecolaminas y además del anión superóxido. La 6-hidroxidopamina administrada al interior produce una simpatectomía química en los nervios periféricos. Esta sustancia es transportada activamente hasta las terminaciones nerviosas a través del mecanismo de captación utilizado por otras catecolaminas estructuralmente semejantes en las terminaciones simpáticas. Cuando este análogo de las catecolaminas se oxida, se forman radicales libres de oxígeno que destruyen selectivamente la inervación simpática. Al degenerar las fibras simpáticas aumenta el tono parasimpático y esto produce bradicardia y motilidad exagerada del tubo digestivo.

### MPTP
La 1-metil-4-fenil-1,2,3,6-tetrahidropiridina, un contaminante que se forma durante la síntesis de la meperidina produce, en horas a días, los signos y síntomas de una enfermedad de Parkinson irreversible. En las necropsias se ha demostrado intensa degeneración de las neuronas dopaminérgicas de la sustancia negra que se prolonga durante muchos años después de la exposición. Al parecer, la MPTP se convierte en una molécula que penetra en las neuronas dopaminérgicas de la sustancia negra y las destruye La neurotoxicidad de la MPTP y la enfermedad de Parkinson se parecen mucho, aunque no son idénticas. Las manifestaciones de ambos procesos indican la interrupción de la vía nigroestriada. Cara de máscara, dificultades para iniciar y finalizar los movimientos, temblor de reposo con movimientos de “hacer píldoras” rigidez y bradicinesia son, todos ellos, los signos de ambos procesos.

#### Factores ambientales de importancia en las enfermedades neurodegenerativas
Se ha observado que los individuos expuestos a cantidades de MPTP insuficientes para causar un parkinsonismo inmediato presentan años después signos precoces de esa enfermedad. Los pequeños contactos con la MPTP pueden reducir el número de neuronas de la sustancia negra. Lo más probable es que esa pérdida neuronal sea silente hasta que desaparece el 80% aproximadamente de las neuronas de la sustancia negra. Es posible que las personas que tienen un número menor de esas neuronas sean más vulnerables  a cualquier destrucción ulterior de las neuronas dopaminérgicas.